# Haroldius annandalai
Haroldius annandalai är en skalbaggsart som beskrevs av Filippo Silvestri 1924. Haroldius annandalai ingår i släktet Haroldius och familjen bladhorningar. Inga underarter finns listade i Catalogue of Life.